# 아이티계 미국인
아이티계 미국인(영어: Haitian American)아이티 혈통을 가진 미국인으로, 아이티에 뿌리를 둔 자손들이다.
현재, 뉴욕주, 플로리다주에 아이티계 미국인이 거주 하는 것으로 보인다.

## 같이 보기
- 프랑스령 서인도 제도
- 아프리카계 미국인